# بیمارستان بیرندرا
بیمارستان بیرندرا (به لاتین: Birendra Hospital) یک بیمارستان در نپال است که در رودخانه باگماتی واقع شده‌است.